# Babaflow
Demba Sow Banora, conegut amb el nom artístic de Babaflow (Badalona, 27 de març de 1990) és un compositor, cantant, productor i tallerista català. Fill de pares senegalesos, ha desenvolupat la seva música combinant les arrels africanes amb les experiències que ha viscut a Europa.

## Trajectòria
Va néixer a Badalona i, amb cinc anys, es va mudar a Banyoles, al barri de la Farga, ciutat amb la qual va establir un fort lligam i on els seus pares es van quedar a viure. Més endavant se'n va anar a viure a Palafrugell. La seva passió per la música es va manifestar des de ben jove, i això el va portar a iniciar la seva carrera artística com a cantant i compositor als 15 anys, i a professionalitzar-se als 21. La seva música combina elements de diversos gèneres, com ara el reggae, el hip-hop i la música africana tradicional. Aquesta combinació també es veu reflectida en les lletres de les seves cançons, que són en català, castellà i fula.
Una de les característiques més distintives de Babaflow és el seu compromís amb la promoció de la pau. Ha utilitzat la seva música com a eina per transmetre missatges de pau i tolerància a través de les seves lletres i actuacions en viu. L'artista ha col·laborat amb diverses organitzacions i iniciatives dedicades a promoure la pau i la no-violència.
Per altra banda, organitza el taller Ritme&flow. Es tracta d'una experiència formativa que introdueix els joves al món del rap, col·laborant en la gestió de les seves emocions i pensaments de manera artística i respectuosa mitjançant la reflexió, l'avaluació crítica de la societat, la rima, la música i l'estil propi del rap. A més, fomenta la consciència dels valors, l'anàlisi de la realitat social que ens envolta i ho fa des d'una perspectiva que valora la diversitat cultural i la igualtat de gènere.
Un exemple destacat de la seva feina en aquest àmbit és el seu videoclip contra la violència de gènere, que va servir com a eina per conscienciar i sensibilitzar sobre aquesta qüestió.
Ha estat convidat a participar en esdeveniments culturals i festivals a Catalunya, com ara el Festival de Torroella de Montgrí o el festival (a)phònica de Banyoles.